# Rascuporis I
Rascuporis I fou rei odrisi de Tràcia. És conegut principalment per monedes i regnava abans del 213 aC. La duració del seu regnat no és coneguda. Fou el successor d'Adeos II que apareix com a rei vers el 235 aC. Va viure en temps de Filip V de Macedònia, contra el que va lluitar per mantenir la seva indepedència. Després del 213 aC el va succeir Seutes IV.